# (33463) Bettinagregg
1999 FM32 (asteroide 33463) é um asteroide da cintura principal. Possui uma excentricidade de 0.13853880 e uma inclinação de 6.56926º.
Este asteroide foi descoberto no dia 19 de março de 1999 por LINEAR em Socorro.